# پاول (آلاباما)
پاول (به انگلیسی: Powell) شهری در شهرستان دیکلب ایالت آلاباما است که مساحت آن ۱۲٫۸۵ کیلومتر مربع است و در سرشماری سال ۲۰۱۰ میلادی، ۹۵۵ نفر جمعیت داشته و تراکم جمعیتی آن، ۷۴٫۳۲ نفر در هر کیلومتر مربع بوده است.